# Dona Branca
Maria Branca dos Santos (Lisboa, 20 de junho de 1911 — Lisboa, 3 de abril de 1992), mais conhecida por Dona Branca, foi a famosa "Banqueira do Povo", uma agiota que causou um enorme escândalo financeiro nos anos 1980 em Portugal.

## Infância
Maria Branca dos Santos nasceu no Hospital de São José, freguesia do Socorro, em Lisboa, a 20 de junho de 1911, sendo filha de Francisco dos Santos, funileiro, natural de Torres Novas, e de sua mulher, Maria Amália, doméstica, natural do Castelo, Lisboa.
A sua família era extremamente pobre, pelo que, como tal, a futura "Banqueira do Povo" não chegou a completar a instrução primária.

## Atividade
Desde cedo, começou a sua prática "bancária": guardava o dinheiro da venda de varinas ao longo do dia recebendo ao anoitecer uma pequena compensação pelo "depósito". Destacou-se pela sua honestidade e carisma, e passou a ser solicitada também pelos vendedores ambulantes.
No decorrer dos anos 1950, com a política Salazarista, em que reinava a pobreza nacional, torna-se numa pseudo-bancária quando iniciou a sua atividade clandestina. Estrategicamente, começou a atribuir juros a quem lhe confiasse as suas economias, tanto maiores quanto mais elevadas fossem. Utilizava bastante bem o esquema em pirâmide.
Assumiu posição diferente à da Banca e da técnica bancária: recebia depósitos acrescidos de 10% de juros a quem aplicasse as suas poupanças e concedia empréstimos a juros elevados. Esta medida foi crucial para a expansão da sua atividade e renda.
Num ápice, fosse rico ou pobre, pescador a empresário, todos recorriam à "Banqueira do Povo" como passou a ser conhecida.

## Método
A metodologia resultava com o aparecimento diário de novas pessoas e operava do seguinte modo:
- ontem pessoa 'X' depositou 20 contos.
- hoje pessoa 'Y' deposita 20 contos (2 contos iriam para pessoa 'X' - ficava logo com os juros mensais)

Funcionava assim sucessivamente, uma vez que o cliente de ontem recebia os juros provenientes do investimento do(s) cliente(s) do dia seguinte.
Uma vez que tanto o cliente 'X' como o cliente 'Y' não procediam ao levantamento da totalidade do depósito, facilmente se gerava um fundo sustentável, que seria aumentado significativamente dado que, ao invés do levantamento, os clientes voltariam a depositar.
O empréstimo que concedia era rigorosamente estudado e concedido a juros elevados atingindo valores até metade do empréstimo.
Ao longo de décadas, o esquema funcionara, pois semanalmente apareciam dezenas de cliente novos vindos de todo o país.
Isto obrigou-a à criação de novos escritórios espalhados tanto por Lisboa quanto por todo o país, visto que começavam a ser notórias as extensas filas à porta do seu escritório de Alvalade.
Para isso contou com a colaboração de familiares e amigos íntimos que eram aliciados e estimulados pela entrada de quantias exorbitantes de dinheiro vivo.
No entanto as pessoas que contratara estavam ligadas a negócios ilícitos e, por isso, estes angariadores tinham a esperteza e conhecimentos técnicos, conseguindo assim obter valores de milhares de contos.
Esta sua atividade não passou despercebida às autoridades judiciais e bancárias, mas estas tornaram-se facilmente subornáveis.

## Declínio da atividade
Em março de 1983, o semanário "Tal & Qual" divulgou a sua atividade e os seus métodos, tendo sido também notícia na imprensa internacional.
Com essa publicidade, D. Branca conseguiu, em muito pouco tempo, quadruplicar o seu capital. Centenas de pessoas dirigiam-se aos seus escritórios para obter um juro mensal de 10% que fazia concorrência ao juro oficial da banca que era de 3% por ano.
O crescente levantamento das contas à Banca oficial e o depósito na atividade da "Banqueira do Povo" alarmaram o Banco de Portugal e o Governo, prevendo-se a muito curto prazo a bancarrota da banca.
O Ministro das Finanças, Ernâni Lopes, estrategicamente, foi à televisão advertir e acautelar os portugueses.
Resultado disso foi o deslocamento de centenas de pessoas querendo reaver o seu dinheiro depositado, o que imediatamente gerou uma confusão incontrolável e um pânico estrondoso.
Os seus escritórios estavam pejados com sacos com dinheiro e a falta de controle da situação levou a que, gananciosamente, alguns dos seus colaboradores sacassem o dinheiro que conseguissem ou passassem os bens imobiliários para o seu próprio nome.
Alguns dos colaboradores da "Banqueira" estavam envolvidos no mundo do crime, tanto que a um deles, Manuel Manso (suspeito de um assalto de uma ourivesaria, tendo furtado cerca de 3 quilos de ouro), durante uma busca à sua residência, fora encontrado um cofre contendo 60 mil contos em dinheiro vivo e dezenas de cheques no valor de 90 mil contos.

## Processo em Tribunal
Dona Branca, de modo a devolver a quantia que havia sido depositada pelos seus clientes, passou milhares de cheques sendo centenas deles devolvidos por falta de provisão.
Envolvida com colaboradores corruptos e criminosos, um deles o seu advogado, que "legalizava" as suas ações financeiras, foi finalmente detida a 8 de outubro de 1984 e colocada preventivamente na Cadeia das Mónicas, em Lisboa.
Foi acusada pelo Ministério Público, juntamente com 68 arguidos, por associação de malfeitores (actualmente designado crime de associação criminosa), múltipla prática da emissão de cheques sem cobertura, burla agravada, falsificação e abuso de confiança, tendo sido iniciado o julgamento em 1988 no Tribunal da Boa-Hora, que teve a duração de 1 ano.
Resultado do julgamento: pena de prisão de 10 anos para a D. Branca por crime de burla agravada e 24 dos arguidos foram absolvidos.

## Morte
Pouco tempo depois, e devido ao estado débil de saúde e à idade avançada, viu ser-lhe reduzida a pena e saiu em liberdade, vivendo até a data da morte num lar, cega e na miséria. Faleceu aos 80 anos, na madrugada de 3 de abril de 1992, na freguesia da Pena, em Lisboa.
Foi enterrada no Cemitério do Alto de São João, encontrando-se presentes apenas 5 pessoas.

## Na cultura popular
- A história de Dona Branca inspirou uma novela produzida pela RTP: A Banqueira do Povo, que foi para o ar em 1993. A personagem inspirada em Dona Branca ficou a cargo de Eunice Muñoz. Na história, a personagem ganhou o nome de Dona Benta e não Dona Branca. A novela obteve resultados bastante aceitáveis na época, sendo transmitida ao final da tarde;[9][13]
- Foi parodiada no teatro de revista, por exemplo, por Ivone Silva.